# Medalla por Distinción en el Servicio Militar
La Medalla por Distinción en el Servicio Militar (en bielorruso: Медаль «За адзнаку ў воінскай службе») es una condecoración estatal de la República de Bielorrusia. Fue establecida por la Ley de la República de Bielorrusia de fecha 13 de abril de 1995 N.º 3726-XII, titulada «Sobre los premios estatales de la República de Bielorrusia». Se otorga al personal militar de las Fuerzas Armadas de Bielorrusia por su valentía en combate y un excelente desempeño en el entrenamiento y el servicio militar.

## Criterios de concesión
La Medalla por Distinción en el Servicio Militar se otorga al personal militar por:
- Logros significativos en el servicio militar;
- El éxito en el mantenimiento de una alta preparación para el combate de las tropas y unidades militares, excelente desempeño en el entrenamiento militar, excelentes resultados en ejercicios y maniobras durante el servicio de combate;
- Méritos especiales en el desarrollo, operación y mantenimiento de equipo militar y excelencia profesional.

La insignia de la medalla se lleva en el lado izquierdo del pecho y, en presencia de otras órdenes y medallas de la República de Bielorrusia, se coloca justo después de la insignia de la Medalla al Valor.

## Descripción
Es una medalla de tombac con un baño de plata con forma circular de 33 mm de diámetro y con un borde elevado por ambos lados.
En el anverso de la medalla, en el lado exterior a lo largo de la circunferencia de la medalla se puede observar la inscripción «por distinción en el servicio militar» (en bielorruso, За адзнаку ў воiнскай службе), en la parte inferior de la circunferencia de la medalla, en el centro hay varias ramas de roble, y en el centro de la medalla hay la imagen de una estrella de cinco puntas, en el fondo de la cual se representa una espada. La parte inferior de la estrella y la espada están cubierta por una cinta semicircular de esmalte rojo y verde.
En el reverso de la medalla hay una estrella de cinco puntas enmarcada por una corona de hojas de laurel con rayos que emanan de su centro.
La medalla está conectada con un ojal y un anillo a un bloque pentagonal cubierto con una cinta muaré de seda azul con una franja longitudinal de color dorado en el medio y una franja longitudinal de color rojo en los bordes.